# Capul Wrath
Capul Wrath ( gaelică scoțiană Am Parbh) este un cap geografic din Marea Britanie , situat în partea de nord-vest a Scoției, în council area din Highland.
În ciuda poziției sale nordice, nu este capul cel mai nordic a insulei Marii Britanii, acest titlu revenind Capului Paștelui (Easter Head), situat mai la est, cu 58° 40' latitudine Nord.